# Josizava Hitomi
Josizava Hitomi (吉澤 ひとみ; Szaitama, 1985. április 12. –) japán énekesnő, színésznő és modell. A Morning Musume negyedik generációs tagja, valamint a csoport egykori vezetője.

## Élete

### 2000
Tagja lett a Hello! Projectnek 2000-ben, Morning Musume a negyedik generáció tagjaként, a Isikava Rika , a Cudzsi Nozomi és a Kago Ai mellett.

### 2001
A múltban a csoport hangulata, szokásai és hobbijai miatt a csoport téves tagja volt. A Mr. Moonlight-ban ~ Ai no Big Band ~ kiadásával egy lendületes playboy karaktert játszott.

### 2005
Áprilisban Jagucsi Mari hirtelen távozása után Josizava lett a csoport új vezetője. Miután Isikava Rika májusban végzett, Josizava lett generációjának utolsó tagja.

### 2007
Május 6-án graduált Morning Musuméből a "Sexy 8 Beat ~ Spring Tour" -on, amelyet a Hitomi szülővárosában a Saitama Super Arena-ban rendeztek.

### 2009
Februárban fellépett és az Elder Club többi tagjával befejezte a Jokohama csoportos érettségi koncertjét.
Áprilisban volt az első amerikai fellépése a Seattle-i Szakura-Con-ban, Iskava Rika-val együtt, a HANGRY & ANGRY duójukban. Első európai előadásauk a „Chibi Japan expo” -on, Montreuil-ban (egy párizsi külvárosban) volt október 31-én.

### 2011
Január 28-án bejelentették, hogy az OG és a Dream Morning Musume tagja lesz, és április 20-án kiadják a csoport első albumát, a Dorimusu ①-t .

### 2016
Március 14-én bejelentette, hogy terhes első gyermekével. 
Josizava és férje március 25-én házasodtak össze.
Július 29-én fia született.

## Filmográfia
Filmek
- 2000 – Pinch Runner (ピンチランナー)
- 2002 – Tokkaekko (とっかえっ娘。)
- 2003 – Koinu Dan no Monogatari (仔犬ダンの物語)

Drámák
- 2002 – Ore ga Aitsu de Aitsu ga Ore de (おれがあいつであいつがおれで)
- 2004 – Motto Koiseyo Otome (もっと恋セヨ乙女)
- 2007 – Shinkansen Girl (新幹線ガール)

## Külső linkek
- Ameblo Archiválva 2015. december 9-i dátummal a Wayback Machine-ben
- Hello! Project profil
- Yoshizawa Hitomi az IMDb-n